# 荀伯子
荀伯子（378年—438年），潁川潁陰人，東晉至南朝宋政治人物。驃騎將軍荀羨之孫，祕書郎荀猗之子。曾任駙馬都尉、奉朝請、員外散騎侍郎。著作郎徐廣推舉荀伯子擔任佐郎，協助編輯晉史及桓玄等列傳。後任尚書祠部郎、世子征虜功曹，國子博士、尚書左丞、臨川內史、散騎常侍、本邑大中正、太子僕，御史中丞、司徒左長史，東陽太守。元嘉十五年（438年）在任內去世，時年六十一歲。其著作有《薛常侍传》二卷和《荀氏家传》十卷。

## 延伸阅读
[在维基数据编辑]
 《宋書·卷60》，出自沈约《宋书》
 《南史·卷33》，出自李延壽《南史》